# Matthew Herbert
Matthew Herbert (ur. 1972), występujący także jako Herbert, Doctor Rockit, Radio Boy i Wishmountain – brytyjski muzyk elektroniczny i producent muzyczny, działający od 1995 roku. Czołowy przedstawiciel microhouse’u. Założyciel Accidental Records.
Od albumu Around the House (1998) tworzy muzykę opartą na znalezionych dźwiękach (pochodzą one z natury lub przedmiotów codziennego użytku, a nawet od świni). Na jego płytach śpiewa Dani Siciliano, śpiewaczka jazzowa i zarazem jego żona.
W roku 2000 Herbert wydał „Personal Contract for the Composition of Music (Incorporating the Manifest of Mistakes)”, który zakłada m.in. rezygnację z automatów perkusyjnych i wcześniej przygotowanego w studio materiału. Manifest ten stanowi poparcie idei aleatoryzmu i zakłada, że wszystkie efekty wypracowane w studiu nagraniowym mogą być odtworzone podczas występu na żywo.

## Dyskografia

### Jako Herbert
- 100 lbs (1996)
- Parts One Two and Three (1996)
- Parts Remixed (1996)
- Around the House (1998)
- Bodily Functions (2001)
- Secondhand Sounds: Herbert Remixes (2002)
- Scale (2006)
- The Shakes (2015)

### Jako Matthew Herbert
- Letsallmakemistakes (Globus Mix Vol. 5) (1995)
- Plat du Jour (2005)
- Score (2006)
- Recomposed: Mahler symphony X (2010)
- One One (2010)
- One Club (2010)
- One Pig (2011)

### Jako Doctor Rockit
- The Music of Sound (1996)
- Indoor Fireworks (2000)
- Veselka’s Diner (2003)
- The Unnecessary History of Doctor Rockit (2004)

### Jako The Matthew Herbert Big Band
- Goodbye Swingtime (2003)
- There’s Me and There’s You (2008)

### Jako Radio Boy
- Wishmountain Is Dead, Long Live Radio Boy (1997)
- The Mechanics of Destruction (2001)

### Jako Wishmountain
- Wishmountain (1998)
- Wishmountain is Dead (1998)